# 아르골리다현
아르골리다현(현대 그리스어: Αργολίδα) 또는 아르골리스(고대 그리스어/카타레부사: Ἀργολίς)는 그리스의 현 가운데 하나이다. 아르골리다는 펠로폰네소스반도 동쪽에 있으며, 행정 구역상으로는 펠로폰네소스주에 속한다. 농경에 적합한 지역은 중앙부이다. 주요 농산물로는 오렌지, 올리브가 있으며, 아르골리다 남쪽과 동쪽에는 해변이 펼쳐져 있다. 산맥과 언덕이 서쪽과 북동쪽, 동쪽에 자리잡고 있다.
서쪽과 남서쪽에는 아르카디아가 있으며, 북쪽에는 코린토스, 동쪽과 남동쪽으로 바다를 건너면 트로이젠과 아티키, 사로니코스만이 있으며, 남쪽은 아르골리다만이다. (고대 아르골리스에는 트로이젠이 포함되었다)
리르키아 산맥과 트라키 산맥이 북서쪽에 뻗어있다. 
아르골리다현에는 미케네가 있다.